# Oedenoderus pupa
Oedenoderus pupa är en skalbaggsart som beskrevs av Louis Alexandre Auguste Chevrolat 1858. Oedenoderus pupa ingår i släktet Oedenoderus och familjen långhorningar. Inga underarter finns listade i Catalogue of Life.